# 比内托
比内托（義大利語：Binetto），是意大利巴里省的一个市镇。总面积17平方公里，人口2096人，人口密度123.3人/平方公里（2009年）。ISTAT代码为072008。